# 登坂車線
登坂車線（とうはんしゃせん、とはんしゃせん、英:Climbing lane）は、上り勾配の道路において速度が著しく低下する車両（例えば重量の大きな車両や特殊車両、50 cc以下の原動機付自転車など）を他の車両から分離して通行させることを目的とする車線をいう。

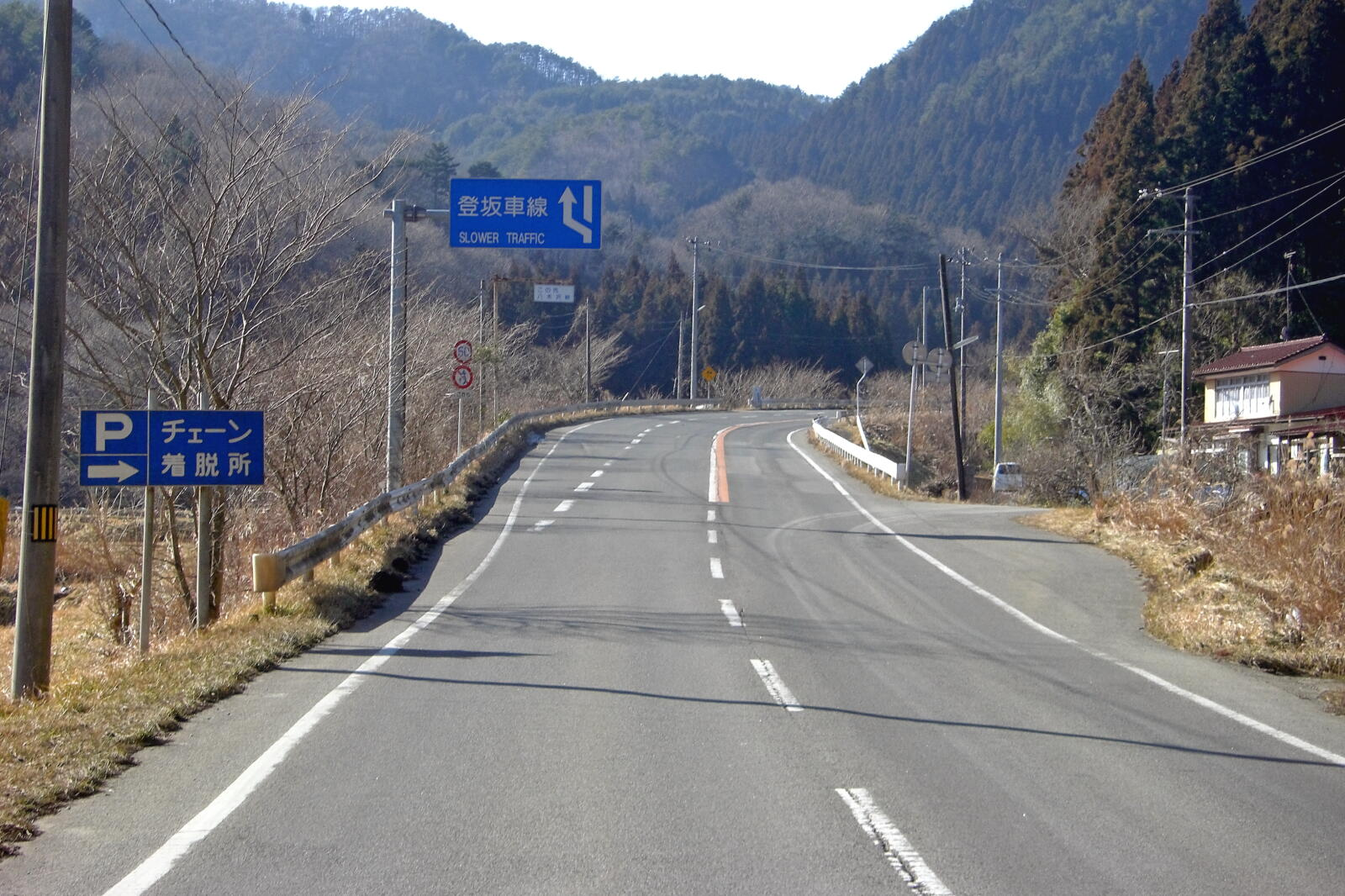
福島県道12号原町川俣線の登坂車線

## 登坂車線の設置

### 日本

日本の一般道における標識

日本の高速自動車国道および自動車専用道路における標識

一般に本線車線（走行車線）の左側路肩を拡幅して設置されている。起点付近にはその旨が書かれた標識のほか「遅い車は登坂車線」など利用を喚起する標識が併設されることも多い。
道路構造令第21条において、「普通道路の縦断勾配が5 %（100 mの水平移動に対して5 mの高さを昇る勾配）を超える車道、または設計速度が時速100 km/hを超える高速道路（またはそれに準じた道路）の縦断勾配が3 %を超える車道については、必要に応じ登坂車線を設けることとする」とされており、新設される道路ではおおむねこの基準が適用されている。
なお、過去に建設された道路についてはこれらの基準が適用されることは少なかったため、道路改良が行われる際に登坂車線が付加されるというケースが多い。また、新設される道路であっても、当面は交通量が少ないことが予想される場合や、小型道路として建設される場合には登坂車線が設けられないこともある。
道路交通法によれば、登坂車線は本線車道ではないので、高速自動車国道の本線車道（暫定2車線を除く）における最低速度（法定50 km/h未満）の規制も適用されない。よって走行速度が本線車道の最低速度未満となる場合には、事実上登坂車線の利用が必須となるため、最低速度に達しない速度での走行でも最低速度違反にはならない。
なお、走行車線を走行している車両を登坂車線やゆずり車線（後述）に車線変更して追越そうとする行為は「追い越しの際は（一部の例外を除き）左から追い越してはならない」と定めた道路交通法第28条違反であり、取り締まりの対象となる。

### アメリカ合衆国
アメリカ合衆国では登坂車線はクライミングレーン（climbing lane）という。

## 避譲車線（ゆずり車線）や付加追越車線

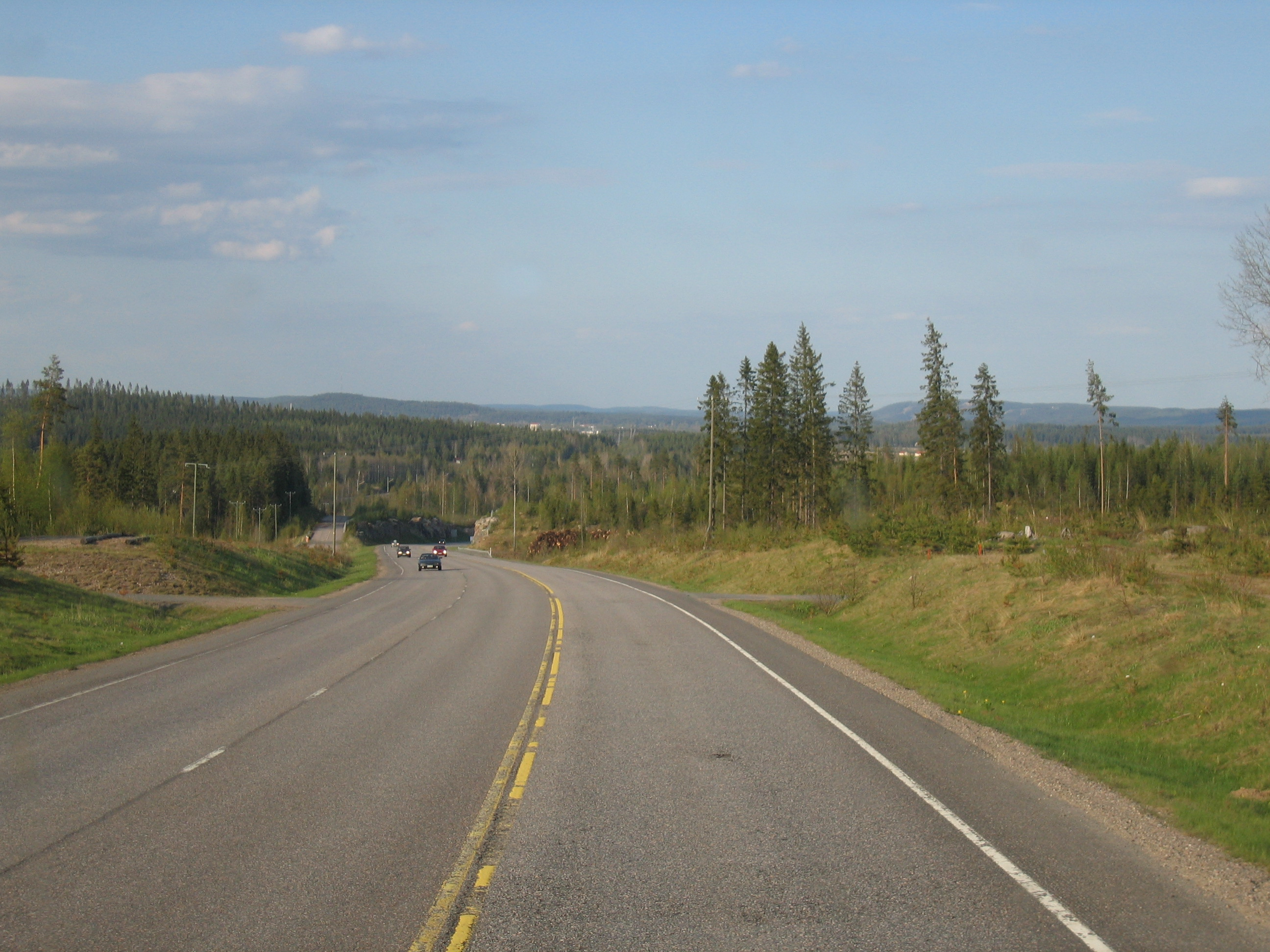
フィンランドの付加追越車線方式の登坂車線（ヤムサの国道9号線）

地方部の交通は都市部の交通に比べて都市間距離が大きいため、地方部の2車線道路には多様な希望速度を持つ車両が混在する。そのため、追従車群が発生するなど運転者への心理的負担や無理な追越行動が問題化する。このような地方部などの一部の都市間道路において後続車両に任意に車線を譲ることができるよう設けられる車線が避譲車線である。設置目的は登坂車線とは一応異なるが、避譲車線の横断面構成は登坂車線とほぼ同様となっている。

2+1車線道路の構造

国によっては3車線分の幅員を持つ道路を「2+1車線道路」とし、1車線を付加追越車線または譲るためのレーンとして交互配置する例もある。

### ドイツ
ドイツでは交通安全、交通流、交通容量の3つの点を改善するため1980年代から「2+1車線道路」が整備されている。

### スウェーデン

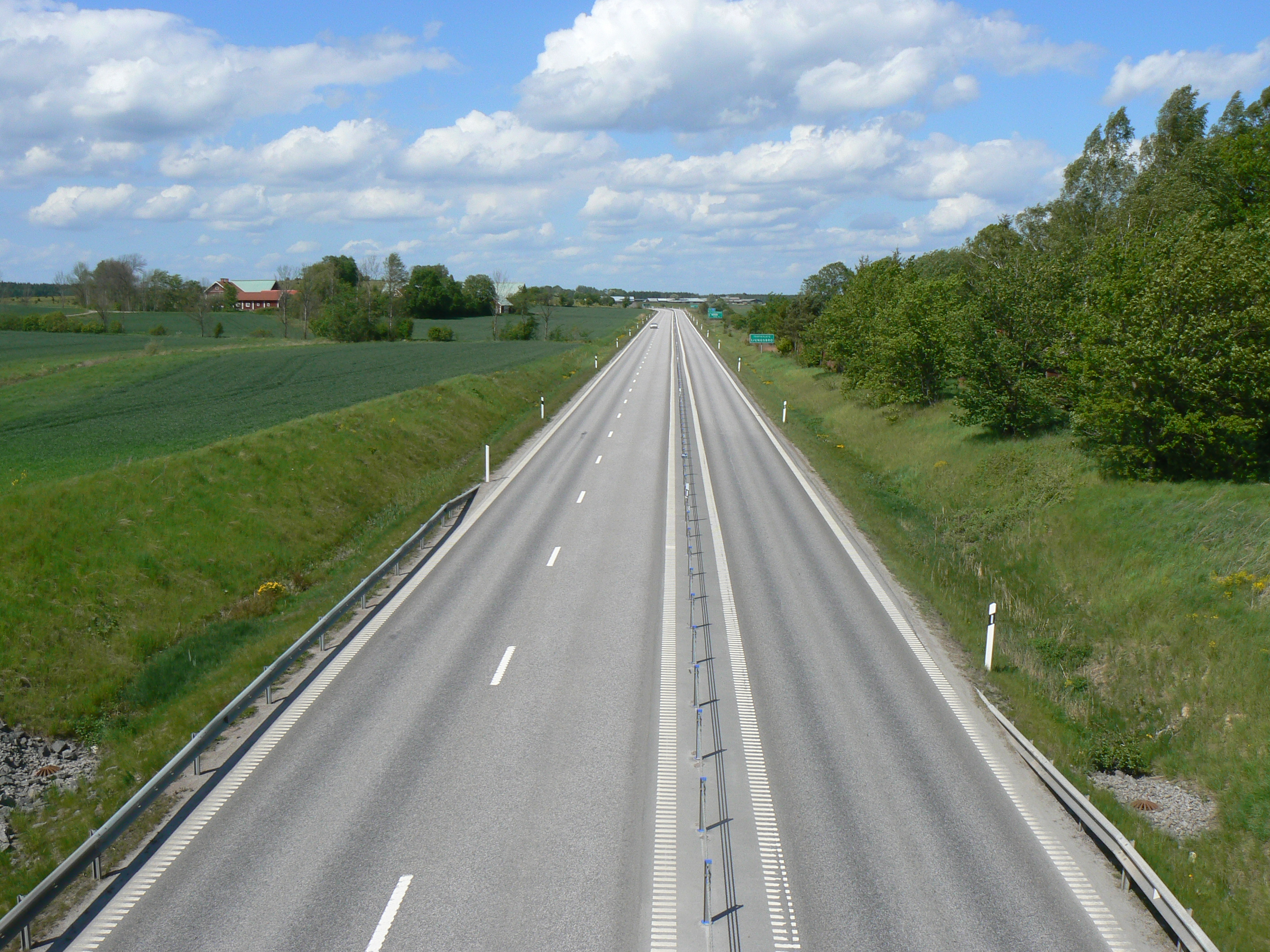
スウェーデンの2+1車線道路（リンシェーピング付近の34号線）

スウェーデンでも「2+1車線道路」が整備されており、スウェーデン道路研究所の報告では導入前に比べて死亡者数が約80 %、死亡重傷事故率も約55 %減少した。

### ロシア
ロシアではサハリンのユジノサハリンスクからコルサコフまでの間の延長42 kmで「2+1車線道路」が整備されている。

### 日本
避譲車線は日本では「ゆずり車線」や「ゆずりゾーン」として整備されている。
地方部の片側一車線の高速道路では、必要に応じ、付加追越車線（右側付加車線）が設置される。